# Marquesado de Solanda
El Marquesado de Solanda es un título nobiliario español creado el 27 de abril de 1700 por el rey Carlos II a favor de Antonio Sánchez de Orellana y Ramírez de Arellano, originario de la Villa Real de San Antonio del Cerro de Oro de Zaruma, en la Presidencia de Quito (actual Ecuador).
La rama original de esta casa nobiliaria en Ecuador se encuentra representada en varios descendientes de la familia Carcelén. Sus miembros se destacaron durante gran parte de la vida colonial del país e inicios de la republicana y alcanzaron su máxima notoriedad histórica en la persona de la marquesa Mariana Carcelén y Larrea, esposa del héroe independentista latinoamericano Antonio José de Sucre.
El título original de Marqués de Solanda, con el vizcondado previo de Vizconde de Santa Cruz (no heredable), fue creado por el monarca español Carlos II el 27 de abril de 1700, y fue otorgado a don Antonio Sánchez de Orellana y Ramírez de Arellano por sus servicios y lealtad a la Corona española. Contrajo matrimonio con la andaluza doña Luisa de Góngora e Inurrigarro.
Sus propiedades se contaban muchas en las tierras de la entonces Real Audiencia de Quito, pero las más emblemáticas fueron el Palacio de El Deán, la Hacienda Solanda y la Mansión Carcelén, todas en la ciudad de Quito.

## Historia
La familia Sánchez de Orellana fue una de las más ricas que había en el territorio de lo que hoy es  Ecuador durante el período hispánico a mediados del siglo XVIII.

### La leyenda de los Sánchez de Orellana
Como era costumbre en otros tiempos, en los que se debían justificar las posiciones de poder por medio de orígenes remotos que las avalen, se manejaba la historia de que los Sánchez de Orellana descendían de Gonzalo Sánchez de Orellana, "noble hijodalgo, con privilegio de su majestad para que pudiese tener cadena en su casa", diciendo que era el cuarto abuelo (es decir, padre del tatarabuelo) del tronco del linaje avecindado en América, en la ciudad de Zaruma, provincia de Loja (Ecuador).
Dice fray Nicolás de Aponte sobre Gonzalo Sánchez de Orellana: "Cuando vinieron de los reinos de España, corrían por hidalgos y tenían papeles y cédulas reales de nobleza e hidalguía". En una visita al fiscal se dice: "El señor rey don Enrique de Castilla (…) despachó carta de nobleza y executoria al maestro Juan Sánchez de Orellana, natural de la villa de Guadalupe, en la provincia de Extremadura, en los reinos de España y a Gonzalo Sánchez de Orellana, su hermano, dándoles todas las inmunidades y privilegios de hidalgos notorios de devengar los sueldos, con todas las franquezas y excepciones que deben tener y tienen los hidalgos de Castilla".
Por su apellido Orellana decían descender del famoso descubridor del Amazonas, Francisco de Orellana. Así dice un certificado de méritos dado en Madrid el 20 de julio de 1751, en el que, hablando de los antepasados de Fernando Sánchez de Orellana, III marqués de Solanda, se lee: "Sujetos todos de la primera nobleza de aquella provincia (Quito) y descendientes de estos reinos, que pasaron a aquellos con empleos honoríficos y siendo los primeros pobladores de la expresada provincia, dieron el nombre de Orellana al gran río Amazonas".

### La historia verdadera
Lo que sí es cierto es que el primer miembro de esta familia en llegar al territorio del actual Ecuador fue Álvaro Sánchez de Orellana, bautizado en la villa de Perales de Tajuña, partido judicial de Chinchón, provincia de Madrid (España), hijo de Hernando Sánchez de Orellana, caballero hijodalgo, vecino de esa misma villa, del que se dice que era "descendiente legítimo por vía de varón de Gonzalo Sánchez", vecino de la villa de Guadalupe, partido judicial de Logrosán, provincia de Cáceres, a quien el rey Enrique IV concedió en 1465 carta ejecutoria de nobleza e hidalguía y escudo de armas, confirmados por la reina Juana "la Loca". Este Hernando fue en Perales de Tajuña alcalde ordinario en 1584, regidor en 1587 y procurador general en 1589. Se casó con María Martínez y tuvieron varios hijos.
Recién llegado a América, Antonio trabajó de minero, llegando a conseguir el cargo de capitán de Milicias y habiendo ejercido los de fiel ejecutor y alcalde ordinario de la ciudad de Loja. Fue también un audaz explorador del río Marañón. Se casó con María Daza y Nieto, nacida también en Tajuña, con quien tuvo a su hijo: Antonio Sánchez de Orellana y Daza. Este último, igual que su padre, fue capitán de milicias y alcalde ordinario de Loja en 1618.
Años después, Antonio Sánchez de Orellana y Daza se avecindó en Zaruma, donde fue alcalde de la Santa Hermandad y alguacil mayor. Se casó el 24 de junio de 1619 con Ana de Goyas y Berrazueta, nacida en Zaruma. Su hijo, Clemente Sánchez de Orellana y Goyas, nacido en Zaruma, fue alcalde ordinario, alcalde de la santa hermandad, receptor de la real hacienda y teniente corregidor de Zaruma. Se casó en Cuenca el 13 de mayo de 1648 con Jacinta Ramírez de Arellano y Román, hija del capitán Pedro Ramírez de Arellano, nacido en Toro (España), quien testó en Zaruma el 22 de mayo de 1650 ante Juan Lucas Romero.
El primogénito del matrimonio Sánchez de Orellana - Ramírez de Arellano, de nombre Antonio, se convertiría en el primer Marqués de Solanda en el año 1700.

### Cédula Real de creación del Marquesado
Título de Marqués de Solanda a Don Antonio Sánchez de Orellana y Ramirez de Arellano, sus Herederos y Sucesores.

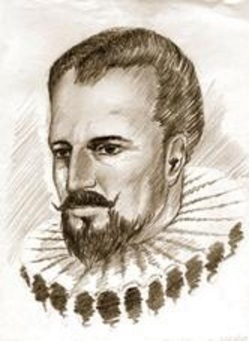
Fernando Félix Sánchez de Orellana, III marqués de Solanda.

Por cuanto teniendo atención a las Calidades que concurren en vos Maestre de Campo Don Antonio Sánchez de Orellana, mi Gobernador y Capitán General de la Ciudad de San Francisco de Borja en el mi Reino del Perú, a vuestros servicios y a la satisfacción con que estáis continuando lo demás honrarme y sublimarme. Por decreto señalado de mi Real mano de veintiuno de marzo pasado de este año os he hecho merced de Título de Castilla para vos y vuestros sucesores. Y porque habéis elegido el Título de Marqués de Solanda, mi voluntad es que ahora y de aquí en adelante, vos el dicho Don Antonio Sánchez de Orellana y los dichos vuestros herederos y sucesores cada uno en su tiempo perpetuamente para siempre jamás, os podáis  llamar e intitular y os llaméis e intituléis, llamen e intitulen y os hago e intitulo  MARQUÉS DE SOLANDA. 
Por esta mi Carta mando a los Infantes, Prelados, Duques, Marqueses, Condes, Ricos Hombres, Priores de las Ordenes, Comendadores y Subcomendadores, Alcaldes de los Castillos y Cajas Fuertes y llamo a los del mi Consejo Presidentes y Oidores de las mis Audiencias, Alcaldes, Alguaciles de la mi Casa y Corte y Cancillerías y a todos los Consejos, Corregidores, Asistentes, Gobernadores, Alcaldes Mayores y Ordinarios, Alguaciles, Merinos, Prebostes y a otros cualesquier mis Jueces y Justicias y Personas de cualquier Estado, calidad, condición, preeminencia  o dignidad que sean mis Vasallos Súbditos y Naturales, así como a los que ahora son, como a los que adelante fueren y cada uno y cualquier de ellos que os hayan y tengan, llamen e intitulen así a vos el dicho Don Antonio Sánchez de Orellana como a cada uno de los dichos vuestros herederos y sucesores, a cada uno en su tiempo  MARQUÉS DE SOLANDA  y os guarden y hagan guardar todas las honras, franquezas, libertades, excepciones, preeminencias, prerrogativas, gracias, mercedes y demás ceremonias que se guardan y deben guardar a los otros Marqueses de estos mis Reinos todo bien y cumplidamente sin que os falte cosa alguna. 
Porque según las órdenes dadas por el Rey mi Padre y Señor que está en Gloria, a las personas a quien cediere título de  Conde o Marqués ha de preceder primero el de Vizconde y quedar este suprimido por despacho de este día os he dado título de VIZCONDE DE SANTA CRUZ, el cual en virtud de las dichas órdenes queda roto y cancelado en la mi Secretaria de la Cámara y Estado de Castilla y notado y prevenido en el asiento del libro lo conveniente para que no valga, ni tenga efecto, ni se dé por perdido ni duplicado , ni en otra forma en tiempo alguno. 
Si de este mi despacho y de la gracia y merced en él contenido, vos el dicho Don Antonio Sánchez de Orellana o cualquiera de los dichos vuestros herederos y sucesores ahora o en cualquier tiempo que fueredes o que fueren mi Carta de Privilegio y confirmación. 
Mando a los mis Concertadores y Escribanos Mayores de los Privilegios y Confirmaciones y a los mis Mayordomos y Cancilleres y Notarios Mayores y a los otros oficiales que están a la Tabla de mis sellos que os le den , libren, pasen y sellen la más fuerte firme y bastante que les pidieredes y menester hubieredes . Y Declaro que por lo que toca al dicho título de Vizconde, habéis pagado  el dinero de la Media Anata y también el de Marqués que éste importó quinientos sesenta y dos mil quinientos maravedíes, el cual han de pagar conforme a las reglas del mismo dinero todos los sucesores en este íitulo. Dada en San Lorenzo del Escorial a veinte y siete de Abril de mil setecientos Años.  YO EL REY.

### Fin del marquesado en América

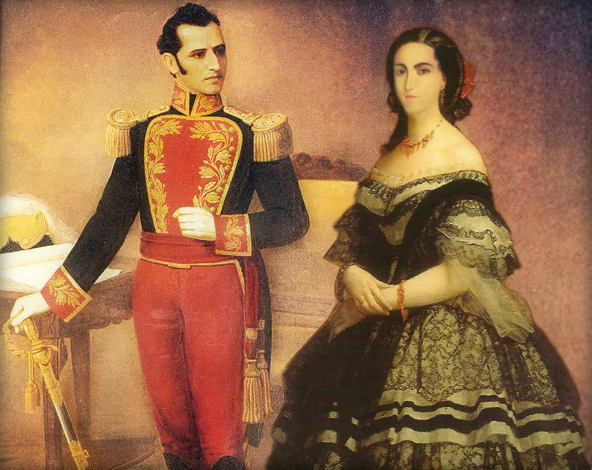
Mariana Carcelén de Guevara, VIII marquesa de Solanda, y su esposo Antonio José de Sucre.

La Casa de los Marqueses de Solanda llegó a su fin en 1826, tras 123 años de historia y ocho miembros que llevaron el título (6 hombres y 2 mujeres). El motivo fue la ley promulgada por Simón Bolívar, que privaba el derecho de usar títulos nobiliarios en los territorios de la recién liberada Gran Colombia. Ley que más tarde sería ratificada por el novísimo Estado de Ecuador. Felipe Barriga y Carcelén de Guevara se convirtió en el primer pretendiente al título.

### Rehabilitación del título en España
El Marquesado de Solanda, fue rehabilitado en 1924, por el rey Alfonso XIII, a favor de Sofía Ramírez de Arellano y Marín del Valle, continuando en vigor en la actualidad.

## Mayorazgo de Solanda
El 22 de enero de 1735, Felipe V facultó al quitense Pedro Sánchez de Orellana, segundo marqués de Solanda, para fundar un Mayorazgo con el consentimiento de su esposa, para lo cual tomaron diferentes haciendas avaluadas en 110.000 pesos iniciales, a las que después se sumaron otras propiedades para un total de 220.000 pesos de la época. El resto de sus bienes, que ascendían a 118.500 pesos, se destinaban a ser repartidos entre los demás herederos, con exclusión del mayor, que entraría al goce del Mayorazgo a la muerte del fundador; hecho que ocurrió pocos años después del 3 de septiembre de 1753, cuando dictó una memoria testamentaria en Quito.
Las propiedades vinculadas al Mayorazgo de Solanda eran:
- Por Pedro Sánchez de Orellana (1735)
  - Hacienda y obraje Turubamba, por 40.000 pesos.
  - Hacienda San José Chisinche en Machachi, por 60.000 pesos.
  - Varias casas en la ciudad de Quito, por 10.000 pesos.
  - Hacienda La Calera con potreros y molino en Latacunga,[8] por 23.000 pesos.
  - Hacienda Conocoto, por 17.550 pesos.
  - Casas y cuadras de alfalfares en Chillogallo, por 3.450 pesos.
  - Alhajas y menajes de casa, por 30.000 pesos.
  - Deudas por cobrar, por 36.000 pesos.
- Por Felipe Carcelén de Guevara (inicios del siglo XIX)
  - Hacienda La Delicia, en Cotocollao.
  - Hacienda Puigche.

## Marqueses de Solanda
Según el más reciente estudio genealógico, la sucesión del marquesado de Solanda corresponde a las siguientes personas:
|                                 | Titular                                             | Periodo                |
| Creación por Carlos II          | Creación por Carlos II                              | Creación por Carlos II |
| ------------------------------- | --------------------------------------------------- | ---------------------- |
| I                               | Antonio Sánchez de Orellana y Ramírez de Arellano   | 1700-1730              |
| II                              | Pedro Javier Sánchez de Orellana y Góngora          | 1730-1753              |
| III                             | Félix Sánchez de Orellana y Rada                    | 1753-1784              |
| IV                              | Diego Sánchez de Orellana y Rada                    | 1784-1791              |
| V                               | Mariana Sánchez de Orellana y Rada                  | 1791-1803              |
| VI                              | Felipe Carcelén de Guevara y Sánchez de Orellana    | 1803-1823              |
| VII                             | Mariana Carcelén de Guevara y Larrea                | 1823-1871              |
| Rehabilitación por Alfonso XIII |                                                     |                        |
| VIII                            | Sofía Ramírez de Arellano y Marín del Valle         | 1924-1926              |
| IX                              | Francisco Fernández de Tejada y Ramírez de Arellano | 1927-1943              |
| X                               | Francisco Fernández de Tejada y Ramírez de Arellano | 1950-1996              |
| XI                              | Francisco Fernández de Tejada y Echeverría          | 1999-actualidad        |